# Uromys caudimaculatus
Uromys caudimaculatus är en däggdjursart som först beskrevs av Johann Ludwig Gerard Krefft 1867.  Uromys caudimaculatus ingår i släktet nakensvansade råttor och familjen råttdjur. IUCN kategoriserar arten globalt som livskraftig. Inga underarter finns listade.
Denna gnagare förekommer på Nya Guinea, i Australien (norra och östra Kap Yorkhalvön) och på några mindre öar i samma region. Arten når i bergstrakter 1900 meter över havet men den är lika vanlig i låglandet. Habitatet utgörs av olika landskap med träd som skogar, mangrove och träskmarker. Efter dräktigheten som varar cirka 36 dagar föder honan 2 eller 3 ungar.